# Ursula Schmotzer von Ritzol
Ursula Schmotzer von Ritzol (erstmals erwähnt 1585; † 5. Dezember 1645 in Olsberg AG), katholisch, aus Mühlau bei Innsbruck im Tirol. Sie war die Äbtissin und Wiederherstellerin des Stifts Olsberg.

## Leben
Ursula Schmotzer von Ritzol war die Tochter des Hans Ulrich, oberster Truchsess der Erzherzogin Magdalena von Österreich, und der Anna von Bocksdorf. Erwähnt werden die Schwestern Anna und Susanna sowie ein Bruder.

## Amtszeit

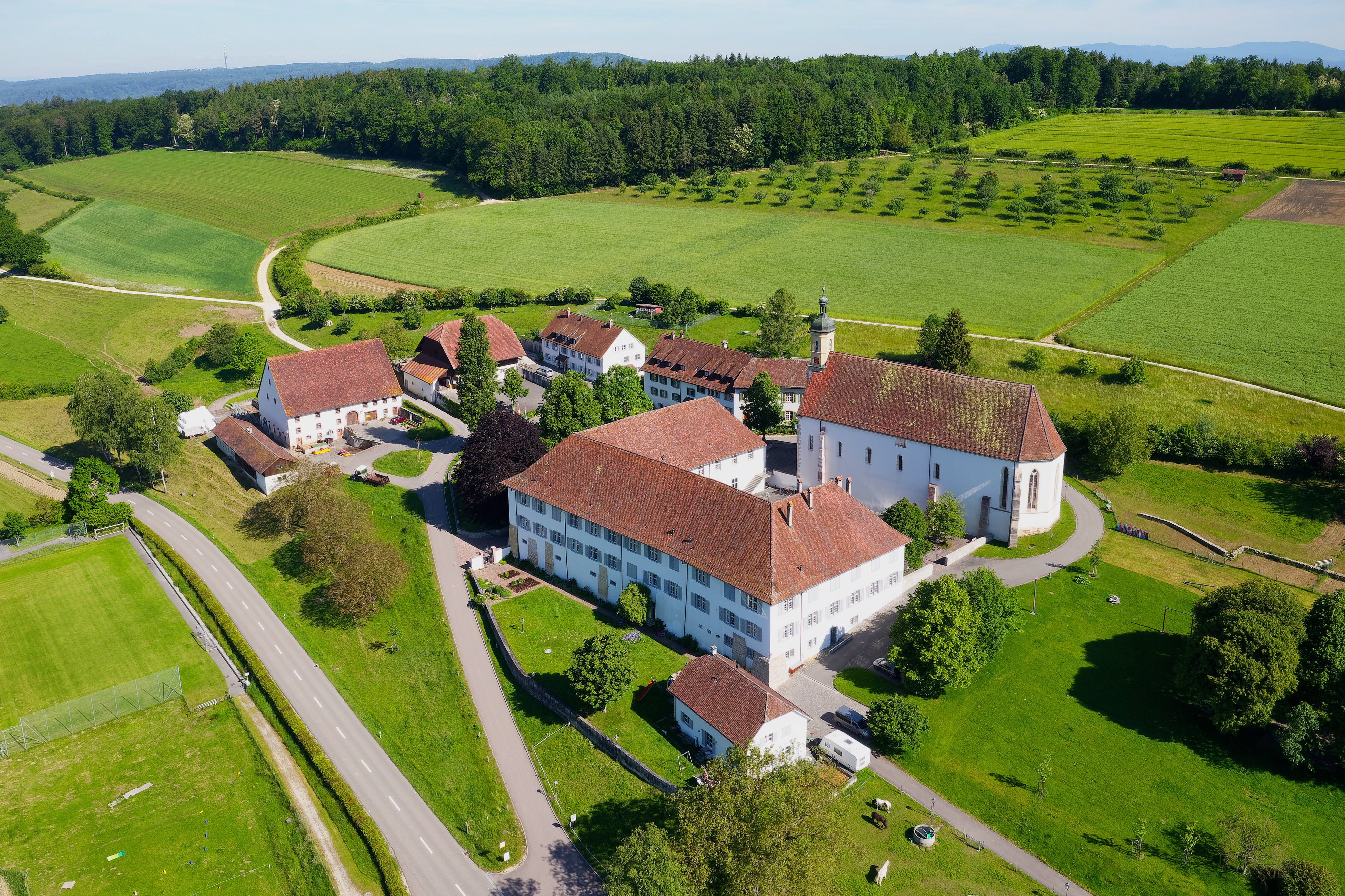
Stift Olsberg im Kanton Aargau

Nach der Resignation der Äbtissin Katharina von Hersberg 1586 amtierte ihre Verwandte Ursula Schmotzer zuerst als Verweserin im Zisterzienserinnenkloster. Vom kleinen Konvent mit vier Klosterfrauen, darunter ihrer Schwester Susanna, wurde Ursula Schmotzer nach dem Tod Katharinas am 22. März 1588 zur neuen Äbtissin gewählt.
Ihre lange Amtszeit von 1588 bis 1645 kann in zwei Phasen unterteilt werden, wobei der Dreissigjährige Krieg die entscheidende Zäsur darstellt. Bis zu diesem Krieg war das Kloster noch weit entfernt von den Zielen und Idealen der katholischen Gegenreformation. Ursula Schmotzer verfolgte mit ihren Bemühungen, die Reform voranzutreiben, auch handfeste persönliche Interessen. Neue Vorschriften sollten sie darin unterstützen, die Klosterwirtschaft und ihren Konvent in den Griff zu bekommen sowie Ruhe und Ordnung zu schaffen. Damit stiess sie jedoch auf Widerstand bei der Mehrheit des inzwischen auf sieben Klosterfrauen angewachsenen Konvents, weil damit unter anderem Gehorsam und Unterwerfung eingefordert werden konnten. Mit wiederholten Visitationen, bei denen auch Vertreter der vorderösterreichischen Regierung anwesend waren, versuchten die Ordensreformatoren den Konvent zu disziplinieren.
Ursula Schmotzer von Ritzol geriet in den Anfangsjahren ihrer Amtszeit in Schwierigkeiten, als sie 1594 von ihrer Schwester Susanna und ihrem Bruder wegen einer angeblichen Affäre mit dem Beichtvater und späteren Propst des St. Martinstiftes, Rudolf Rudelbaum (auch Ruodelbaum), angezeigt wurde. Die zuständige Zisterzienserabtei Lützel reagierte mit einer Visitation in Olsberg mit dem Ergebnis, dass Susanna mit dem Kirchenbann belegt und kurzzeitig ins Klostergefängnis gesperrt wurde. Ursula wurde unter Auflagen freigesprochen, während Rudelbaum in Rheinfelden der Prozess gemacht wurde. Er erhielt Klosterverbot, wurde jedoch mangels Beweisen ebenfalls freigesprochen. Was sich wirklich zugetragen hat, blieb unklar.
Der Dreissigjährige Krieg machte sämtliche Anstrengungen von Ursula Schmotzer zunichte, den Betrieb des Klosters rentabel zu machen. Am 16. September 1632 überfiel der in Schwedens Diensten stehende Oberst Gonthier Olsberg mit 70 Soldaten und verwüstete das Kloster. Bereits vorgewarnt, hatte die umsichtige Äbtissin Orgel, Uhren, Altartafeln und andere bewegliche Gegenstände in ihren Hof zu Rheinfelden bringen lassen. Sie flüchtete zusammen mit ihren zehn Klosterfrauen über Klingnau nach Baden. Rund drei Jahre lebten sie im Exil, vorerst längere Zeit in einem Gebäude des Klosters Wettingen, dann im solothurnischen Balsthal. Am 18. September 1635 kehrte der Konvent zurück und Ursula Schmotzer nahm die Wiederherstellung des zerstörten Klosters in Angriff. Um das Geld zusammenzubringen, wurden 1640 Ländereien in der Umgebung verkauft. Der mühselige Wiederaufbau beschäftigte noch weitere Amtsnachfolgerinnen.
Im Gegensatz zu den meisten ihrer Vorgängerinnen und Nachfolgerinnen zeichnete sich Ursula Schmotzer von Ritzol durch einen nüchternen Geschäftssinn aus. In einem Rechenschaftsbericht nach Ensisheim bilanzierte sie die Erfolge ihrer 27-jährigen Amtszeit. Darin erwähnte sie, dass sie Gebäude ausbessern liess und sich um die das Kloster umgebenden Güter und den Hausrat gekümmert habe. Für ihren ökonomischen Verstand spricht auch, dass sie nicht zögerte, ihre Schaffner zu entlassen, wenn sie mit deren Arbeit unzufrieden war. Aufgrund ihrer Cleverness und Intelligenz, aber auch wegen der Ausdauer und Unerbittlichkeit, mit denen sie ihre Unternehmungen durchführte, sprengte Ursula Schmotzer das damalige Bild einer frommen Frau und Äbtissin. Ihre Gegner beschrieben sie als "unruhige Frau". Es passte auch nicht ins Klischee, dass sie stolz, manchmal sogar arrogant auftrat, und sich gelegentlich über sämtliche Schranken hinwegsetzte. Diese Eigenschaften belegt die Ädikula, mit der sich Ursula Schmotzer bereits fünf Jahre nach ihrem Amtsantritt in der Kirche ein Denkmal setzte. Nachdem sie das Kloster mehr als fünfzig Jahre lang durch bewegte Zeiten geführt hatte, starb Ursula hochbetagt am 5. Dezember 1645.